# Кевін Моран
Кевін Моран (англ. Kevin Moran, нар. 29 квітня 1956, Дублін) — ірландський футболіст, захисник.
Насамперед відомий виступами за клуби «Манчестер Юнайтед» та «Блекберн Роверз», а також за національну збірну Ірландії.
Дворазовий володар Кубка Англії. Володар Суперкубка Англії з футболу.

## Клубна кар'єра
Народився 29 квітня 1956 року в місті Дублін. Вихованець футбольної школи клубу «Пегазус Дублін».
У дорослому футболі дебютував у 1978 році виступами за команду клубу «Манчестер Юнайтед», в якій провів десять сезонів, взявши участь у 231 матчі чемпіонату. Більшість часу, проведеного у складі «Манчестер Юнайтед», був гравцем захисту основного складу команди. За цей час двічі виборював титул володаря Кубка Англії, ставав володарем Суперкубка Англії з футболу.
Протягом 1988—1990 років захищав кольори команди клубу «Спортінг» (Хіхон).
У 1990 році перейшов до клубу «Блекберн Роверз», за який відіграв 4 сезони. Граючи у складі «Блекберн Роверз» також здебільшого виходив на поле в основному складі команди. Завершив професійну кар'єру футболіста виступами за команду «Блекберн Роверз» у 1994 році.

## Виступи за збірну
У 1980 році дебютував в офіційних матчах у складі національної збірної Ірландії. Протягом кар'єри у національній команді, яка тривала 15 років, провів у формі головної команди країни 71 матч, забивши 6 голів.
У складі збірної був учасником чемпіонату Європи 1988 року у ФРН, чемпіонату світу 1990 року в Італії, чемпіонату світу 1994 року у США.

## Титули і досягнення
- Володар Кубка Англії (2):

«Манчестер Юнайтед»: 1982–83, 1984–85
- Володар Суперкубка Англії з футболу (1):

«Манчестер Юнайтед»: 1983